# Intelsat 37e
Intelsat 37e ist ein kommerzieller Kommunikationssatellit des International Telecommunications Satellite Consortium (Intelsat) mit Sitz in Luxemburg.

## Missionsverlauf
Der Satellit wurde am 29. September 2017 um 21:56 UTC mit einer Ariane-5-Trägerrakete vom Raketenstartplatz Centre Spatial Guyanais zusammen mit BSAT 4a in eine geostationäre Umlaufbahn gebracht und soll Intelsat 901 ersetzen. Der Start sollte eigentlich schon am 5. September stattfinden, wurde aber bei schon laufendem Haupttriebwerk aufgrund eines elektrischen Fehlers in einem der Booster abgebrochen.

## Technik
Der dreiachsenstabilisierte Satellit ist mit 275 Ku-Band- (mit 56 festen Ausleuchtzonen) und 90 C-Band-Transpondern ausgerüstet und soll von der Position 18° West aus Europa, Afrika und Südamerika sowie die östlichen Teile der USA und Kanada mit Telekommunikationsdienstleistungen versorgen. Er wurde auf Basis des Satellitenbus 702MP von Boeing gebaut, gehört zur EpicNG-Baureihe und besitzt eine geplante Lebensdauer von 15 Jahren.